# 中山大学附属小学
中山大学附属小学，是一所位于中国广东省广州市海珠区的小学，前身为1909年创办的蒙养学塾。

## 学校历史
1909年，岭南学堂基督教青年会创办蒙养学塾。
1914年，蒙养学塾转交岭南学校（岭南学堂1912年更名为此）接办，并更名为岭南学校附属小学（后随岭南学校更名而更名）。
1952年，中山大学迁至原私立岭南大学（岭南学校1927年更名为此）校址。中山大学附属小学与岭南大学附属小学（1949年，岭南小学、青年会小学、儿童工艺所三间小学在解放后合并而成）合并成中山大学附属小学。